# Oirschot
Oirschot est un village et une commune des Pays-Bas de la province du Brabant-Septentrional.

## Histoire
Le peintre néerlandais Jérôme Bosch (vers 1450 — août 1516) avait une propriété appelée ten Roedeken dans la ville,.

## Personnalités liées à la commune
- Antoon Kruysen (1898-1975), artiste-peintre néerlandais.
- François van Lith (1863-1926), prêtre jésuite néerlandais, missionnaire en Indonésie.
- Henry van Loon (1982-), acteur néerlandais, né à Oirschot.

## Localités

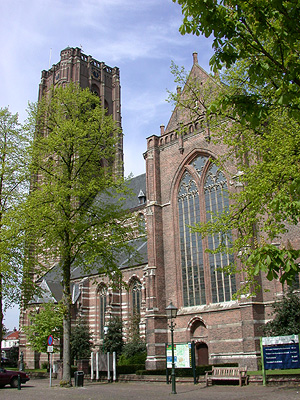
L'église Saint-Pierre à Oirschot.

- Middelbeers
- Oirschot
- Oostelbeers
- Spoordonk
- Westelbeers